# Andrés Trobat
Trobat  Garcias est un nom espagnol. Le premier nom de famille, en général paternel, est Trobat ; le second, en général maternel, souvent omis, est Garcias.
Andrés Trobat Garcias (né le 4 décembre 1925 à Algaida aux îles Baléares et mort le 30 mars 2011 dans sa ville natale) est un coureur cycliste espagnol. Professionnel de 1948 à 1960, il a notamment remporté un titre de championnat d'Espagne sur route en 1952 et une étape du Tour d'Espagne en 1950.

## Palmarès
- 1950
  -  Champion des Baléares
  - 19ea étape du Tour d'Espagne (contre-la-montre)
  - 3e du Tour des Asturies
- 1951
  - 1 étape du Tour de Castille
  - 2e du Circuito Ribera de Jalón
  - 2e du championnat d'Espagne sur route
  - 3e du Grand Prix d'Andalousie
- 1952
  -  Champion d'Espagne sur route
  - 3e du GP Ayutamiento de Bilbao
- 1953
  - GP Torrelavega
  - 2e du championnat d'Espagne sur route
- 1954
  - GP Pascuas
  - 1re étape du Tour de Valladolid
- 1955
  -  Champion d'Espagne des régions
  - Tour des Pyrénées :
    - Classement général
    - 1re étape

  - 2e du Gran Premio Ribera
- 1956
  - 3e du Tour des Asturies
- 1957
  - 5e étape du Tour d'Andalousie
  - 3e du Tour du Levant
- 1958
  - 2e du championnat d'Espagne des régions

## Résultats sur les grands tours

### Tour de France
4 participations
- 1952 : 42e
- 1953 : 24e
- 1954 : 37e
- 1957 : abandon (4e étape)

### Tour d'Italie
- 1952 : abandon (11e étape)
- 1953 : 41e

### Tour d'Espagne
6 participations
- 1950 : 12e, vainqueur de la 19ea étape (contre-la-montre)
- 1955 : 15e
- 1956 : abandon (4e étape)
- 1957 : abandon (16e étape)
- 1958 : abandon (4e étape)
- 1959 : 21e